# 柴哲威
柴哲威（?—?），唐朝初年名将，唐高祖的外孙，唐太宗的外甥，柴绍和平阳昭公主的长子。历任右屯营将军，安西都护，袭爵谯国公。因为弟弟柴令武谋反，免死流放岭南邵州。不久复官为交州都督，在交州都督位上去世。